# Răzbunarea asasinului
Răzbunarea asasinului (1997) (titlu original Assassin's Quest) este o carte scrisă de Robin Hobb, a treia din trilogia Farseer.

## Intriga
FitzChivalry Farseer este readus din morți cu ajutorul Harului, dar comportamentul său este acum mai apropiat de al unui lup decât de al unui om. Doar Burrich și Chade știu că el a supraviețuit torturii din subteranele lui Regal, iar ceilalți - inclusiv Bufonul și regina - cred că a murit. După ce redevine om, el pleacă într-o misiune personală de a-l ucide pe Regal - dar nu înainte de a fi atacat de neoameni, unul dintre aceștia furându-i cămașa în care are Acul lui Shrewd. Fitz îi omoară, dar nu își dă seama de pierderea acului; așa se face că, atunci când Burrich găsește cadavrul descompus al neomului care are acul, crede că e chiar Fitz, acum mort de-adevăratelea. Răvășit de durere, el pleacă să aibă grijă de cea pe care Fitz o iubește cel mai mult, Molly.
Tentativa de asasinat asupra lui Regal eșuează lamentabil, iar Fitz este aproape ucis de inițiații care îl protejează pe regele autoproclamat. Verity îl ajută să scape și îi imprimă în minte ordinul "Vino la mine". Incapabil să i se opună, Fitz pornește spre Regatul Munților, urmând traseul străbătut de Verity. În timpul călătoriei, legătura de Har cu Ochi Întunecați se adâncește și îi schimbă pe fiecare: lupul începe să poată abstractiza și să își facă planuri, în timp ce Fitz învață să trăiască în prezent și să fie loial prietenilor 'din haita lui'.
Pe drum, Fitz și Ochi Întunecați întâlnesc un menestrel pe nume Starling, care îl recunoaște pe băiat și insistă să călătorească alături de el, pentru a fi martoră la evenimentele importante la care acesta va participa și de a le putea cânta. Altă persoană întâlnită de ei, Kettle, este o bătrână care călătorește în regatul Munților pentru a-l vedea pe Profetul Alb. Fitz este atacat de războinicii lui Regal, ajungând la Regatul Munților aproape mort și fiind salvat de Bufon - Profetul Alb pe care îl caută Kettle. Bufonul este nespus de încântat că Fitz trăiește și crede că împreună vor putea evita viitorul sumbru pe care l-a prevăzut.
Fitz, Kettricken, Bufonul și Starling pornesc în căutarea lui Verity, urmați de Kettle. În călătoria lor dau peste o grădină plină de dragoni de piatră în care Fitz simte Har, ceea ce îl face să presupună că sunt vii, deși par doar niște statui. Adevărul este revelat în cele din urmă: dragonii au fost sculptați dintr-o piatră specială, care absoarbe emoțiile celor care o sculptează. Verity a petrecut mult timp cioplindu-și propriul dragon, doar pentru a afla că, deși i-a oferit tot ce avea, nu îl poate trezi la viață pentru a lupta cu Pirații Corăbiilor Roșii.
Kettle dezvăluie că este ultima membră a unui grup de inițiați vechi de 200 de ani și îl ajută pe Verity să termine dragonul. Ei îi dăruiesc acestuia toate emoțiile lor și, în cele din urmă, chiar viața, în timp ce Fitz descoperă cum să îi trezească pe ceilalți dragoni adormiți, pe care Dragonul-Verity îi conduce împotriva Corăbiilor Roșii. Pirații sunt alungați, Kettricken rămâne grea, iar Fitz renunță în sfârșit la meseria de asasin regal.
Prin intermediul unei serii de viziuni aduse de Meșteșug de-a lungul cărții, Fitz află că Burrich îl crede mort și că are grijă de Molly. Aceasta dă naștere lui Nettle, o fată concepută cu Fitz înainte ca cei doi să se despartă și se căsătorește în cele din urmă cu Burrich. Când aventura sa se sfârșește, Fitz decide să nu meargă la ei pentru a le arăta că trăiește, ci preferă să îi lase să își vadă de viața lor.

### Cuprins
| - Prolog - Cele pierdute în uitare - 1 - Renașterea din mormânt - 2 - Despărțirea - 3 - Strădania Meșteșugului - 4 - Drumul Râului - 5 - Confruntări - 6 - Harul și Meșteșugul - 7 - Farrow - 8 - tradeford - 9 - Asasinul - 10 - Târgul de slujbe - 11 - Păstor - 12 - Suspiciuni - 13 - Lacul Albastru | - 14 - Contrabandiști - 15 - Kettle - 16 - Ascunzătoarea - 17 - Traversarea râului - 18 - Moonseye - 19 - Hăituirea - 20 - Jhampee - 21 - Confruntări - 22 - Plecarea - 23 - În munți - 24 - Drumul Meșteșugului - 25 - Strategie - 26 - Stâlpi călăuzitori | - 27 - Orașul - 28 - Inițiații - 29 - Creasta cocoșului - 30 - Grădina de piatră - 31 - Scoarță de spiriduș - 32 - Capelin Beach - 33 - Cariera - 34 - Fata-de-pe-dragon - 35 - Secretele lui Kettle - 36 - Harul și sabia - 37 - Hrănind dragonul - 38 - Învoiala lui Verity - 39 - Dragonul lui Verity - 40 - Regal - 41 - Scribul |

## Personaje
- FitzChivalry Farseer - bastardul prințului Chivalry luat sub aripa ocrotitoare a Regelui Shrewd, care îl antrenează pentru a-i deveni asasin
- Ochi Întunecați - "fratele" lui Fitz, un lup loial până la moarte celui cu care e legat prin Har
- Burrich - grăjdarul-șef al prințului Chivalry, are grijă de educația și de viitorul lui Fitz, ca și cum ar fi copilul său
- Chade Fallstar - un alt bastard Farseer, asasin al regelui, cunoscut și sub numele de Omul Însemnat, îl inițiază pe Fitz în tainele acestei meserii. Deseori călătorește deghizat, una dintre cele mai folosite deghizări fiind aceea a bătrânei Lady Thyme.
- Molly - lumânăreasă, se împrietenește din copilărie cu Fitz
- Bufonul - numit și Profetul Alb, este un om ciudat, aparent neserios, angajat ca bufon de Regele Shrewd
- Verity Farseer - al doilea fiu al regelui Shrewd și al reginei Constance. Când fratele său, Chivalry, abdică deoarece află că are un bastard, se vede propulsat în postura de viitor rege.
- Kettricken - prințesă din Regatul Munților, fiica regelui Eyod și, conform tradiției, Sacrificiu pentru poporul său
- Regal Farseer - fiul cel mai mic al regelui Shrewd și al reginei Desire, invidios pe frații săi mai mari,

mereu pus pe intrigi și căutând să trăiască în lux
- Lady Patience - soția prințului Chivalry, o femeie dificilă, pasionată de plante. Înfuriată inițial de existența unui bastard al soțului ei, îl ia ulterior sub aripa ei, ocupându-se de educația lui
- Galen - Maestru al Meșteșugului, invidios și răutăcios
- Starling Birdsong - femeie menestrel, dornică să îl însoțească pe Fitz în căutarea lui Verity, dorindu-și să participe la un eveniment memorabil pe care să îl cânte și care să îi aducă faima
- Kettle - pe numele real Kestrel, este o inițiată în Meșteșug bătrână de peste 200 de ani, îl ajută pe Verity să dea viață dragonului care să salveze cele Șase Ducate.

## Opinii critice
Library Journal caracterizează astfel cartea: „bine înrădăcinat în fantasy-ul de înaltă clasă, romanul lui Robin Hobb prezintă un protagonist a cărui maturizare gravitează în jurul descoperirii devotamentului și încrederii, al înțelesului adevărat”. Kirkus Review o consideră „o rezolvare captivantă a acestei superbe trilogii, care prezintă o combinație excepțională de originalitate, magie, aventură, personaje și dramatism”, în timp ce Fantasy Book Review merge mai departe, apreciind că Răzbunarea asasinului „aduce trilogia la un nou nivel și-i oferă cititorului ceea ce dorește, ba chiar mai mult de atât”